# KBR Tower
KBR Tower je kancelářský mrakodrap v texaském městě Houston. Má 40 pater a výšku 167,6 metrů. Byl dokončen v roce 1973 podle návrhu firmy Neuhaus & Taylor.